# Monomarca
Il monomarca è una tipologia di punto vendita che si distingue per la vendita dei prodotti di un determinato marchio.
Il monomarca può essere diretto o affiliato. Nel caso di un monomarca diretto il personale è alle dirette dipendenze dell'azienda che gestisce il prodotto. Mentre il monomarca affiliato è gestito da un titolare indipendente che si affida alle scelte di un'azienda già affermata nella produzione di un servizio/bene. Questa affiliazione prende il nome di franchising.
Si tratta di una strategia di vendita particolarmente consolidata nel campo dell'abbigliamento